# Château d'Aléry
Le château d'Aléry est une ancienne maison forte, reconstruite vers le milieu du XVe siècle, centre de la seigneurie d'Aléry, qui se dresse sur la commune de Annecy (Cran-Gevrier) dans le département de la Haute-Savoie, en région Auvergne-Rhône-Alpes.

## Situation
Le château d'Aléry est situé dans le département français de la Haute-Savoie sur la commune de Cran-Gevrier, sur la colline de Gevrier, dominant Annecy. Elle surveillait les routes venant de Rumilly et de Chambéry.

## Historique
L'origine de la maison forte d'Aléry est ancienne, probablement métairie de la villa gallo-romaine de Gevrier, elle aurait été fortifiée au XIe siècle.
Au XIIIe siècle, elle est la propriété des seigneurs d'Aléry, noble Humbert d'Alery verse en 1276 une redevance à l'abbaye de Talloires. Louis VIII y aurait logé.
Sont cités en 1297 et 1341, Jacques et Girard d'Alerie [sic]. En 1402, elle est entre les mains de Guillaume de Menthonay, seigneur de Turchet (Menthonnex-en-Bornes). À sa mort, sa sœur, Marguerite de Menthonay, dame de Turchet et d'Aléry, en hérite et l'apporte en 1406 en dot à son mari Pierre de Saint-Jeoire, seigneur de Beaucroissant.
Louis de Saint-Jeoire, grand chambellan de Savoie, petit-fils de Marguerite et de Pierre de Saint-Jeoire, y fonde une chapelle en 1513, en l'honneur de la Vierge. Deux de ses fils, François de Saint-Jeoire, baron d'Hermance, et Jean de Saint-Jeoire, prieur de Peillonnex, en héritent et la vendent en 1543 à François Joly de La Roche, près de Ruffieux, juge, syndic d’Annecy, membre du conseil d'État et sénateur de Savoie en 1559. Comme son épouse et sa belle-mère, la baronne de Cran et dame d'honneur de la duchesse Marguerite, François Joly adhère au protestantisme. Ami de Coligny, il héberge au château d'Aléry Maria di Velario, visionnaire mystique qui diffuse les idées de la Réforme. La veuve de Joly y aurait effectué de nombreux travaux. Son fils ainé, Jean-Louis Joly de La Roche d'Aléry, seigneur d’Aléry et de La Roche, capitaine du château d’Annecy, membre du sénat de Savoie y aménage une chapelle et fonde une chapellenie. Une de ses quatre filles, Adrienne Joly de La Roche d'Aléry, l'apporte en dot en 1625 à noble Bernard Lucas, conseiller d'État, avocat patrimonial à la Cour des Comptes. Ce dernier est contraint d'y recevoir le 25 mai 1630,, Louis XIII et le cardinal de Richelieu, venus recevoir la reddition de la garnison d'Annecy. C'est encore à Aléry qu'ils y rencontrent Mazarin envoyé en mission diplomatique par le pape auprès d'eux.
La maison forte est ensuite entre les mains de Pierre-François Lucas, petit-fils de Bernard Lucas, comte d’Aléry et de la Roche.
Lors du siège d'Annecy de 1690 par le marquis de Saint-Ruth, ce dernier fait du château d'Aléry son quartier général.
Succède à Pierre-François son frère, Charles-Joseph Lucas, lieutenant gouverneur du duché de Savoie et sénateur. Il adjoint à Aléry avec le titre de comté en 1699, les domaines qu'il vient d'acheter de : Meythet, Vieugy, Loverchy (aujourd'hui un quartier d'Annecy), Gevrier et une partie de Seynod.
Elle passe en 1755 par héritage à la mort du dernier des Lucas à leurs cousin les Oncieu en la personne de Joseph-Louis d’Oncieu. Lors de la bataille de Mondovi de 1796, Louis-Esther d'Oncieu, marquis de Chaffardon (Saint-Jean-d'Arvey) (1775-1800) et comte d'Aléry blessera mortellement le général Stengel et met en fuite Murat. Il sera décoré de l'ordre des Saints-Maurice-et-Lazare.
À la Révolution, la famille d'Oncieu ayant immigré, la maison forte est confisquée en 1792. Elle leur est rendue cinq ans plus tard. Ils la vendront en 1818, à Joseph Quétand ou Luétaud, tanneur d'Aoste. Par mariage elle passe dans les mains de la famille Velluz et elle est achetée en 1907 par Louis Aussedat. 
En 2020, la commune d'Annecy fait l'acquisition, par droit de préemption, du château, par la décision du 27 octobre. La ville s'oppose ainsi à la vente du château par la famille Aussedat à un promoteur immobilier et à la protection « des tapisseries et des éléments importants ». Quatre ans plus tard, la mairie souhaite confier la gestion de six de ses bâtiments, dont le château à des acteurs privés par l'intermédiaire du dispositif Amirale, « Appel à manifestation d’intérêt pour la rénovation et l'animation de lieux étonnants ».

## Description
L’essentiel des bâtiments visibles aujourd'hui sont les restes d'un manoir des XVe et XVIe siècles, érigé sur le noyau de ceux du XIVe siècle par la famille de Saint-Jeoire. De cette période, il ne reste que le portail en tiers-point qui donne accès à la cour, et la base de la façade nord.
Une basse-cour, dont il subsiste une partie, enserre deux corps de logis quadrangulaires en équerre flanqués dans l'angle intérieur d'une tourelle d'escalier polygonale, découronnée à la Révolution et à l'origine coiffée en poivrière, elle s'éclaire par quatre fenêtres superposées. La porte, ferrée, est surmontée des armoiries de la famille d'Aléry.
On accédait à la cour après avoir franchi le portail ogival, qui a conservé ses gonds et sa barre de fermeture. Dans la cour, la margelle du puits porte un écusson daté de 1583 de la famille Joly de La Roche ; « De sable avec deux chevrons d’argent », que sa veuve posa à l’occasion de travaux de restauration.
La façade nord est percée d’une petite fenêtre en tiers-point, munie d’une grille en fer, qui devait être la fenêtre de la chapelle et semble dater du XIVe siècle. Un contrefort en renforce l'angle nord-ouest.
La maison forte qui s'éclaire par de nombreuses fenêtre à meneaux refaites au début du XXe siècle, et dont les pièces arborent de beaux plafonds, possède également plusieurs cheminées monumentales dont deux dans les cuisines et une avec un manteau armorié dans une des pièces du 1er étage.